# نوفا سور
نوفا سور بلدية في ولاية باهيا في المنطقة الشمالية الشرقية من البرازيل.